# Police nad Metují
Police nad Metují é uma cidade checa localizada na região de Hradec Králové, distrito de Náchod‎.